# Торре-Орсая
Торре-Орсая (італ. Torre Orsaia) — муніципалітет в Італії, у регіоні Кампанія,  провінція Салерно.
Торре-Орсая розташоване на відстані близько 320 км на південний схід від Рима, 130 км на південний схід від Неаполя, 90 км на південний схід від Салерно.
Населення — 2145 осіб (2014).
Щорічний фестиваль відбувається 10 серпня. Покровитель — святий мученик Лаврентій.

## Демографія
Населення за роками:

Станом на 1 січня 2023 року в муніципалітеті офіційно проживало 47 іноземців з 10 країн, серед них 19 громадян країн Євросоюзу та 3 громадяни України.

## Сусідні муніципалітети
- Казелле-ін-Піттарі
- Мориджераті
- Роккаглоріоза
- Рофрано
- Сан-Джованні-а-Піро
- Санта-Марина